# Oabius decipiens
Oabius decipiens är en mångfotingart som beskrevs av Chamberlin 1916. Oabius decipiens ingår i släktet Oabius och familjen stenkrypare. Inga underarter finns listade i Catalogue of Life.